# Вуж бронзовий Копштейна
Вуж бро́нзовий Копште́йна (Dendrelaphis kopsteini) — неотруйна змія з роду бронзових вужів родини вужеві. Раніше його вважали підвидом Dendrelaphis formosus. Лише у 2007 році визнано окремим видом.

## Опис
Загальна довжина досягає 1,5 м, тулуб досить кремезний та масивний. Верх голови та шиї яскраво-коричневий, розширені хребетні щитки оливково-жовті. Від носа через очі до області шиї тягнеться чорна смуга. Нижня щелепа та горло лимонно-жовтого кольору. Забарвлення на череві дещо блідіше, поступово стає сіруватим. Луска верхньої половини тулуба з добре розвиненими кілями, темно-коричневого кольору. Нижні краї луски на шиї та шкіра між ними помаранчево-червоні, а у передній частині тулуба блакитні. У збудженому стані змія роздуває горло й з її боків з'являються червоні, а згодом і блакитні плями.

## Спосіб життя
Полюбляє дощові тропічні ліси від рівнин до середнього поясу гір, проте ніде цей вид не буває звичайний. Гарно лазить по деревах. Активний вдень. Харчується амфібіями та ящірками.
Це досить агресивна змія, укуси неприємні й болючі.
Це яйцекладна змія. Самка відкладає до 8 яєць.

## Розповсюдження
Мешкає у південному Таїланді, Малайзії та на острові Суматра (Індонезія).